# Prešernova nagrada
Prešernove nagrade in nagrade Prešernovega sklada so najvišja priznanja Republike Slovenije za dosežke na področju umetnosti. 
Prve nagrade so bile podeljene leta 1947, na dan kulturnega praznika. Nagrade so bile z zakonom, sprejetim leta 1955, poimenovane po Francetu Prešernu. Že leta 1956 je zakon natančneje opredelil znanstvena področja, največja sprememba pa je bila sprejeta leta 1961. Nagrade so od tedaj namenjene samo še umetniškim delom, razdeljene pa so na Prešernove nagrade in nagrade Prešernovega sklada. Število nagrad se je spreminjalo vse do sprejetja zakona konec leta 1981. Tedaj je bilo število nagrad omejeno na največ tri Prešernove in največ deset nagrad Sklada. Zakonska sprememba iz leta 1991 je število nagrad še bolj zmanjšala, in sicer na največ dve Prešernovi nagradi oziroma največ šest nagrad Prešenovega sklada.
Prešernove nagrade vsako leto podeljujejo tudi fakulete in umetniške akademije, članice Univerze v Ljubljani. Te nagrade se imenujejo študentske Prešernove nagrade in univerzitetne Prešernove nagrade, podeljene pa so najboljšim študentom, tako na področju umetnosti kot znanosti.

## Nagrajenci
- seznam prejemnikov Prešernove nagrade
- seznam prejemnikov nagrade Prešernovega sklada